# Charles Rennie Mackintosh
Charles Rennie Mackintosh (* Glasgow, 7. lipnja 1868.; † London, 10. prosinca 1928.) bio je znani škotski arhitekt,  dizajner, grafičar i slikar. Zajedno sa svojom ženom Margaret MacDonald Mackintosh, njezinom sestrom Frances MacDonald McNair i kolegom Jamesom Herbert McNairom osnovao je grupu The Four (četvorka), koja je imala velikog utjecaja na razvoj umjetnosti i arhitekture, i izvršila je presudan utjecaj na Glasgow School of Art pionirsku školu na području primijenjene umjetnosti i dizajna. Mackintosh je bio jedna od vodećih ličnosti umjetničkih pokreta XIX st. ; Arts and Crafts i Art Nouveau i dao je značajan doprinos razvoju suvremenog dizajna onakvog kakvog ga poznajemo danas.

## Život i djelo
Rođen je u brojnoj obitelji, bio je četvrto od jedanaest djece, nakon kratkog školovanja u Reid's Public School i Allan Glen's Institution, morao je početi raditi. Već sa 16 godina primljen je u biro arhitekta Johna Hutchisona, gdje je radio od 1884. do 1889., kada je primljen u arhitektonski biro Honeyman & Keppie. 1890. dobio je stipendiju od zaklade Alexander Thomson Travelling Studentship ( bio je drugi dobitnik te stipendije) koja je dodjeljivana da se proučava antička klasična arhitekture, s posebnim osvrtom na načela istaknuta u djelima gospodina Thomsona. Stipendiju je Mackintosh iskoristio za obilazak Italije. Po povratku, nastavio je raditi u birou - Honeyman & Keppie, u ovom studiju započeo je rad na svom prvom većem arhitektonskom projektu - Glasgow Herald Building, iz 1893.
Njegov krunski rad je projekt zgrade za Glasgow School of Art, u Renfrew Street 167. u Glasgowu iz 1896. u kojem je pokazao sve oznake svog rada pravokutne volumene strog, i jasan raspored i naizgled asketski način oblikovanja. Od 1907. do 1909. škola je dobila i knjižnicu, enterijer i namještaj je također izrađen po nacrtu Charles Rennie Mackintosha (i ovdje dominiraju pravi kutovi i ravne linije).
U Art Nouveau stilu projektirao je kompletno uređenje (današnji total dizajn) za tadašnji lanac lokala za čaj - Cranston. Nakon toga projektirao je uređenje čajanke - Willow Tearooms u Glasgowu (koja je i dan danas jedna od atrakcija grada).
Iza toga podigao je Hill House (1902. – 1904.), kuću ravnih čistih linija u Helensburghu, mjesto sjevernije od Glasgowa. 
1900. pozvan je da sudjeluje zajedno sa svojom suprugom na izložbi bečke Secesije, sudjelovanje na ovoj izložbi učinilo ga je međunarodno poznatim.
Zajedno s kolegom Hugh Mackay Baillie Scottom, prihvatio se projektiranja namještaja i raznih kućanskih predmeta za njemačkog proizvođača namještaja Karla Schmidta-Helleraua. Dogovor je bio da oni kao autori budu nagrađeni prema prometu, kao i to da njihova imena budu jasno istaknuta na katalozima tvornice Deutsche Werkstätten Hellerau, to je u ono vrijeme bila potpuna novina.
1903./1904. njihovi radovi prikazani su na izložbi Heirat und Hausrat (Brak i kućanstvo) u Dresdenu.
Krajem kasnih 1970-ih atelier Charles Rennie Mackintosha u Mackintosh House u Glasgowu, petvoren je u memorijalni muzej.

## Značajna djela
- Windyhill, Kilmacolm
- Hill House, Helensburgh (sada u vlasništvu National Trust for Scotland)
- House for an Art Lover, Glasgow (izvedena postumno)
- The Mackintosh House (originalni naještaj nalazi se u Hunterian Museum and Art Gallery uGlasgowu)
- Queen's Cross Church, Glasgow
- Ruchill Church Hall, Glasgow
- Holy Trinity Church, Bridge of Allan, Stirling
- Scotland Street School, Glasgow (danas Scotland Street School Museum)
- The Willow Tearooms, Sauchiehall Street, Glasgow
- Hous'hill, Glasgow
- Glasgow School of Art, Glasgow
- Craigie Hall, Glasgow
- Martyrs' Public School, Glasgow
- The Royal Highland Fusiliers Museum, Glasgow
- Bivši uredi Daily Recorda, Glasgow
- Bivši uredi Heralda u Mitchell Street, Glasgow(danas poznata kao The Lighthouse - Scotland's Centre for Architecture, Design and the City)
- 78 Derngate, Northampton, (namještaj za dom Wenmana Josepha Bassett-Lowkea)
- 5 The Drive, Northampton, (namještaj za dom za brata Wenmana Josepha Bassett-Lowkea)

### Neizvedeni projekti
- Željeznička stanica, Glasgow
- Concert Hall, Glasgow
- Alternative Concert Hall, Glasgow
- Exhibition Hall, Glasgow
- Science and Art Museum, Glasgow
- Chapter House, Glasgow
- Liverpool Cathedral (natječajni projekt )

### Radovi u slikarstvu i primijenjenoj umjetnosti
Mackintosh je bio vrlo aktivan na polju dizajna enterijera, namještaja, tekstila i dizajna predmeta od metala.
Mnoga od tih djela izveo je zajedno sa svojom suprugom Margaret MacDonald, koji se sa svoje strane više brinula za uljepšanje i cvjetnu dekoraciju tih predmeta. Ovaj zajednički rad je bio plodonosan, jer su se dekoracije njegove žene dobro slagale s osnovnim i jednostavanim kvadratnim oblicima koje je dizajnirao Mackintosh.
Kao i njegov suvremenik Frank Lloyd Wright, Mackintosh je pridavao mnogo važnosti detaljima i izboru materijala, namještaju i opremi prostora u svojim arhitektonskim projektima.
Pri kraju svog životnog vijeka, razočaran stalnim konfrotacijama u arhitekturi, počeo je intenzivno slikati kao akvarelist, napravivši puno pejsaža i studija cvijeća iz sela Walberswicka iz Suffolka, gdje se je s obitelji preselio 
1914. godine.
Nakon 1923. potpuno je napustio arhitekturu, preselio se na jug Francuske i posvetio isključivo slikarstvu.

## Vanjske poveznice
- Društvo Charles Rennie Mackintosh
- The Hunterian Museum and Art Gallery[neaktivna poveznica]
- Skice iz sjeverne Italije u Glasgow School of Art   Arhivirana inačica izvorne stranice od 23. srpnja 2012. (Wayback Machine)